# تپه نخود تپه سی
تپه نخود تپه سی مربوط به سده‌های اولیه دوران‌های تاریخی پس از اسلام است و در شهرستان اردبیل، بخش مرکزی، دهستان غربی، روستای جبه دار واقع شده و این اثر در تاریخ ۲۷ بهمن ۱۳۸۷ با شمارهٔ ثبت ۲۴۵۲۱ به‌عنوان یکی از آثار ملی ایران به ثبت رسیده است.